# Potentiel de Yukawa
Un potentiel de Yukawa, ou potentiel de Coulomb écranté, est un potentiel de la forme :
{\displaystyle V(r)=-g^{2}\,{\frac {e^{-mr}}{r}}}
Hideki Yukawa montra dans les années 1930 qu'un tel potentiel provient de l'échange d'un champ scalaire massif tel que celui d'un pion de masse {\displaystyle m}. La particule médiatrice du champ possédant une masse, la force correspondante a une portée inversement proportionnelle à sa masse. Pour une masse nulle, le potentiel de Yukawa devient équivalent à un potentiel coulombien, et sa portée est considérée comme infinie.
Dans l'équation ci-dessus, le potentiel est négatif, ce qui indique que la force est attractive. La constante g est un nombre réel; elle est égale à la constante de couplage entre le champ mésonique et le champ fermionique avec lequel il interagit. Dans le cas de la physique nucléaire, les fermions seraient le proton et le neutron.

## Obtention du potentiel de Yukawa
Partons de l’équation de Klein-Gordon:
{\displaystyle {\frac {\partial ^{2}\Psi }{\partial x^{2}}}+{\frac {\partial ^{2}\Psi }{\partial y^{2}}}+{\frac {\partial ^{2}\Psi }{\partial z^{2}}}+{\frac {\partial ^{2}\Psi }{\partial (ict)^{2}}}=\left({\frac {2\pi m_{0}c}{h}}\right)^{2}\Psi }
Si le second membre est nul, on obtient l'équation des ondes électromagnétiques :
{\displaystyle {\frac {\partial ^{2}\Psi }{\partial x^{2}}}+{\frac {\partial ^{2}\Psi }{\partial y^{2}}}+{\frac {\partial ^{2}\Psi }{\partial z^{2}}}+{\frac {\partial ^{2}\Psi }{\partial (ict)^{2}}}=0}

Si, en plus, la fonction d'onde est indépendante du temps, on obtient l'équation du champ électrostatique, c'est-à-dire l'équation de Laplace :
{\displaystyle \Delta \Psi =0}
Enfin, en symétrie sphérique fonction de la distance r à la charge ponctuelle, on obtient l'équation de Laplace du champ coulombien :
{\displaystyle {\frac {1}{r^{2}}}{\frac {\mathrm {d} }{\mathrm {d} r}}\left(r^{2}{\frac {\mathrm {d} \Psi }{\mathrm {d} r}}\right)=0}
Le potentiel de Yukawa a la symétrie sphérique et est statique mais garde le second membre. L'équation de Klein-Gordon devient :
{\displaystyle {\frac {1}{r^{2}}}{\frac {\mathrm {d} }{\mathrm {d} r}}\left(r^{2}{\frac {\mathrm {d} \Psi }{\mathrm {d} r}}\right)=\left({\frac {2\pi m_{0}c}{h}}\right)^{2}\Psi }
où {\displaystyle m_{0}} serait la masse du méson ou pion. La solution physiquement acceptable de cette équation différentielle est le potentiel {\displaystyle \Psi (r)} ou V(r) de Yukawa (la fonction d'onde se transforme en potentiel) :
{\displaystyle \Psi (r)=-g^{2}\;{\frac {e^{-\left({\frac {2\pi m_{0}c}{h}}\right)r}}{r}}=-g^{2}\;{\frac {e^{-{\frac {2\pi r}{\lambda _{C}}}}}{r}}}
où {\displaystyle \lambda _{C}} est la longueur d'onde de Compton.
Le potentiel est négatif car il s'agit d'une force de liaison, l'interaction forte, le potentiel d'attraction entre deux nucléons à une distance r. Sa portée, de {\displaystyle 10^{-15}m}, rayon du proton, correspond à une masse {\displaystyle m_{0}=140MeV}, celle du méson dont l'existence a été prévue ainsi par Yukawa.

## Application du principe d'incertitude
On peut faire un calcul approximatif.
Le principe d'incertitude d'Heisenberg peut s'écrire:
{\displaystyle \Delta E\times \Delta t\geq \hbar }
Supposons que l'incertitude sur le temps soit égale au temps de l'interaction lui-même (on aura ainsi un {\displaystyle \Delta E} minimal puisque {\displaystyle \Delta t} sera maximal) et calculons {\displaystyle \Delta E_{min}}. On a:
{\displaystyle \Delta t={\frac {\mathrm {dimension~de~la~cible~(proton~de~rayon~1~fm} =10^{-15}\mathrm {m)} }{\mathrm {vitesse~du~projectile~(} c\mathrm {)} }}={\frac {R_{P}}{c}}}
{\displaystyle \Delta E_{min}={\frac {\hbar }{\Delta {t_{max}}}}={\frac {\hbar c}{R_{p}}}={\frac {6,6.10^{-34}\times 3.10^{8}}{2\pi \times 10^{-15}}}=3,2.10^{-11}J=3,2.10^{-11}\times 6,24.10^{18}=200MeV}
On trouve une valeur de l'ordre de grandeur attendu.
On obtient exactement le même résultat en utilisant la relation de de Broglie de l'onde de matière appliquée à la longueur d'onde de Compton du proton:
{\displaystyle m={\frac {h}{\lambda v}}={\frac {h}{\lambda _{P}c}}={\frac {\hbar }{R_{P}c}}}
ce qui donne la même approximation de l'énergie du méson:
{\displaystyle mc^{2}={\frac {\hbar c}{R_{p}}}}

## Transformée de Fourier
La façon la plus simple de comprendre que le potentiel de Yukawa est associé à un champ massif consiste à examiner sa transformée de Fourier. On a
{\displaystyle V(r)={\frac {-g^{2}}{(2\pi )^{3}}}\int e^{i\mathbf {k\cdot r} }{\frac {4\pi }{k^{2}+m^{2}}}\;d^{3}k}
où l'intégrale est calculée sur toutes les valeurs possibles du vecteur quantité de mouvement k. Sous cette forme, on peut voir la fraction
{\displaystyle 4\pi /(k^{2}+m^{2})} comme le propagateur ou fonction de Green de l'équation de Klein-Gordon.

## Amplitude de Feynman
Le potentiel de Yukawa peut être déduit comme amplitude de l'interaction d'une paire de fermions au premier ordre. L'interaction de Yukawa couple le champ fermionique {\displaystyle \psi (x)} au champ mésonique {\displaystyle \phi (x)} avec le terme de couplage
{\displaystyle {\mathcal {L}}_{\mathrm {int} }(x)=g{\overline {\psi }}(x)\phi (x)\psi (x)}
L'amplitude de diffusion de deux fermions, l'un avec une quantité de mouvement initiale {\displaystyle p_{1}} et l'autre avec une quantité de mouvement {\displaystyle p_{2}}, qui échangent un méson de moment k, est donnée par le diagramme de Feynman à droite.
Les règles de Feynman associent pour chaque sommet un facteur multiplicatif g à l'amplitude; ce diagramme ayant deux sommets, l'amplitude totale sera affectée d'un facteur multiplicatif {\displaystyle g^{2}}. La ligne médiane qui relie les deux lignes de fermions représente l'échange d'un méson. Selon la règle de Feynman, un échange de particules implique l'utilisation du propagateur; pour un méson massif, ce dernier est {\displaystyle -4\pi /(k^{2}+m^{2})}. Ainsi, l'amplitude de Feynman pour ce graphe est simplement
{\displaystyle V(\mathbf {k} )=-g^{2}{\frac {4\pi }{k^{2}+m^{2}}}}
À partir de la section précédente, on voit clairement qu'il s'agit de la transformée de Fourier du potentiel de Yukawa.